# Bamoa
Bamoa (Pima de Bamoa) /možda od ba + maioa, što Buelma prevodi sa  'on the bank of the river' / pleme američkih Indijanaca porodice Juto-Asteci, naseljeno u povijesno doba južno od Mayo Indijanaca duž donjeg toka rijeke Sinaloa, gdje ih na svojoj mapi locira Manuel Orozco y Berra. Glavno naselje bilo im je pueblo Bamoa. Prema klasifikaciji McQuowna i Greenberga Bamoe su pripadali u Taracahitian govornike, a prema drugima u grupu Piman.

## Vanjske poveznice
- B- Mexican Indian Villages, Towns and Settlements